# Салиф Диао
Салиф Аласан Диао (на френски: Salif Alassane Diao) е сенегалски професионален футболист, дефанзивен полузащитник. Той е играч на Стоук Сити. Висок е 180 см.